# Nostalgia (Elisa)
Nostalgia è il primo singolo estratto dal suo settimo album di Elisa Ivy.

## Il brano
Scritto nel testo dalla cantante e con la collaborazione del compagno Andrea Rigonat per la musica, il brano è prodotto dalla stessa Elisa.
La cantautrice ha dichiarato:
«è dedicata agli amici morti giovani. E si lega al fatto che la musica per me è passione, non mestiere. Che mi aiuta a superare i momenti duri».
La versione uscita come singolo e in radio (Radio Edit) è differente dalla Album Version nel mixaggio e nella durata ed è stata realizzata dal mixer e produttore inglese James F. Reynolds. Questa versione sostituisce la Album Version nella versione di Ivy pubblicata nei negozi digitali (sull'iTunes Store la Album Version è inclusa come bonus track) ed è inclusa nella raccolta Steppin' on Water.
Il brano è stato eseguito dal vivo per la prima volta durante l'ultima puntata della quarta edizione di X Factor.

## Il singolo
Il singolo, per un motivo non chiaro, è stato pubblicato sull'iTunes Store nella mattinata del 12 novembre 2010 nella Album Version e rimosso dopo poche ore, ma sufficienti per fargli raggiungere la posizione 51. In seguito è stato annunciato che il singolo sarebbe uscito ufficialmente venerdì 19 novembre 2010.

## Il video
Non è stato realizzato alcun video ufficiale per Nostalgia, tuttavia un "viral video" è stato pubblicato sul canale YouTube ufficiale di Elisa il 13 gennaio 2011, composto da spezzoni del documentario pubblicato con l'album e montato dalla stessa Elisa.